# Odozana trichiura
Odozana trichiura là một loài bướm đêm thuộc phân họ Arctiinae, họ Erebidae.